# David Hellebuyck
David Hellebuyck (Nantua, 12 mei 1979) is een Franse voetballer. Hij speelde als verdediger en als middenvelder. 
Hij genoot zijn opleiding bij Concordia FC uit Bellegarde voor hij werd getransfereerd naar Olympique Lyon. Hij speelde verder bij AS Saint-Étienne en PSG.
Hij beëindigde zijn carrière in 2012 bij OGC Nice.